# Enrique de Hesse
Enrique de Hesse y del Rin (Bessungen, 28 de noviembre de 1838 - Múnich, 16 de septiembre de 1900) fue un príncipe y militar alemán miembro de la casa de Hesse.

## Biografía
Fue el segundo de los hijos del matrimonio formado por Carlos de Hesse e Isabel de Prusia. Fue el segundo hijo varón, teniendo un hermano mayor, Luis (futuro gran duque de Hesse como Luis IV). Posteriormente, como era común en los príncipes alemanes, siguió la carrera militar. Su carrera se inició en el ejército del gran ducado de Hesse en 1854. Desde 1869 comenzó a servir en el ejército prusiano. De 1855 a 1857 siguió estudios en las universidad de Gotinga y, desde 1858, en la de Gießen. Como oficial militar participó en las guerras austro-prusiana y franco-prusiana. En sus últimos años viviría en Múnich, donde moriría en 1900.
Según la reina Victoria, Enrique sufría de tics nerviosos, al igual que su hermana Ana.

## Matrimonios y descendencia
El 28 de febrero de 1878 contrajo matrimonio morganático con Carolina Willich von Pöllnitz (1848-1879) (titulada en ese día baronesa (freifrau) de Nidda). Fruto de este matrimonio nacería un único hijo Carlos, barón (después, conde) de Nidda (1879-1920).
En 1892, trece años después de la muerte de su primera esposa, contrajo un segundo matrimonio morganático con la cantante de ópera Emilia Hržič-Topuska (1868-1961), (posteriormente baronesa de Dornberg). De este matrimonio tendría también un hijo único varón, Elimar (1893-1917), barón de Dornberg, que participaría en la Primera Guerra Mundial, como oficial del ejército bávaro.

## Títulos, órdenes y cargos

### Títulos
- Su Alteza Granducal el príncipe Enrique de Hesse.[2]

### Órdenes

#### Gran ducado de Hesse
- Caballero gran cruz de la Orden de Luis. (11 de abril de 1854)[2]
- Caballero gran cruz de la Orden de Felipe el Magnánimo.[2]
- Condecorado con la Cruz del Mérito Militar.[2]
- Condecorado con la Cruz de los 25 años de servicio.[2]
- Condecorado con la Medalla Conmemorativa de Guerra de 1870/71, de bronce para combatientes.[2]

#### Extranjeras
- Caballero de la orden del León Dorado.[2] ( Electorado de Hesse)
- Caballero de la orden del Águila Negra.[2] ( Reino de Prusia)
- Caballero de primera clase de la orden del Águila Roja.[2] ( Reino de Prusia)
- Orden de la Casa Real de Hohenzollern.[2] ( Reino de Prusia)
  - Gran comendador (con estrella y espadas)
  - Caballero (con espadas).
- Condecorado con la Cruz de Hierro.[2] ( Reino de Prusia)
  - De primera clase.
  - De segunda clase.
- Condecorado con la Medalla conmemorativa de guerra de 1864.[2] ( Reino de Prusia)
- Condecorado con la Cruz conmemorativa de 1866.[2] ( Reino de Prusia)
- Caballero de la orden de la Fidelidad.[2] ( Gran Ducado de Baden)
- Caballero gran cruz de la orden de Bertoldo I.[2] ( Gran Ducado de Baden)

- Caballero de la orden de San Huberto.[2] ( Reino de Baviera)
- Caballero gran cruz de la orden de Enrique el León.[2] ( Ducado de Brunswick)
- Caballero gran cruz de la orden de la Corona Wéndica.[2] ( Gran Ducado de Mecklemburgo-Schwerin, Gran Ducado de Mecklemburgo-Strelitz)
- Condecorado con la Cruz del Mérito Militar.[2] ( Gran Ducado de Mecklemburgo-Schwerin, Gran Ducado de Mecklemburgo-Strelitz)
- Caballero de la orden de San Andrés.[2] ( Imperio ruso)
- Caballero de la orden de San Alejandro Nevsky.[2] ( Imperio ruso)
- Caballero de la orden del Águila Blanca.[2] ( Imperio ruso)
- Caballero de primera clase de la orden de Santa Ana.[2] ( Imperio ruso)
- Caballero de cuarta clase de la orden de San Jorge.[2] ( Imperio ruso)
- Caballero gran cruz de la orden del Baño.[4]

### Cargos
- Miembro de la Primera Cámara de los Estados del gran ducado de Hesse.